# アムステルゴールドレース2009
アムステルゴールドレース2009（Amstel Gold Race 2009）は、アムステルゴールドレース(UPT)の44回目のレース。2009年4月19日に行われた。

## 結果
マーストリヒトからカユベルフまでの257.4km
|     | 選手名                         | 国籍           | チーム                    | 時間          |
| --- | ------------------------------ | -------------- | ------------------------- | ------------- |
| 1   | セルゲイ・イワノフ             | ロシア         | チーム・カチューシャ      | 6時間38分31秒 |
| 2   | カルステン・クローン           | オランダ       | チーム・サクソバンク      | 同            |
| 3   | ロベルト・ヘーシンク           | オランダ       | ラボバンク                | 同            |
| 4   | フィリップ・ジルベール         | ベルギー       | サイレンス・ロット        | +08秒         |
| 5   | ダミアーノ・クネゴ             | イタリア       | ランプレ・N.G.C           | 同            |
| 6   | アレクサンドル・コロブネフ     | ロシア         | チーム・サクソバンク      | 同            |
| 7   | サイモン・ジェラン             | オーストラリア | サーヴェロ・テストチーム  | 同            |
| 8   | ニック・ニュイエンス           | ベルギー       | ラボバンク                | 同            |
| 9   | クリスティアン・ファンベルガー | オーストリア   | チーム・カチューシャ      | 同            |
| 10  | アンディ・シュレク             | ルクセンブルク | チーム・サクソバンク      | 同            |
| 122 | 新城幸也                       | 日本           | Bボックス・ブイグテレコム | +13分52秒     |